# Максима Горького (Скадовский район)
Максима Горького (укр. Максима Горького) — село в Каланчакской поселковой общине Скадовского района Херсонской области Украины.
Население по переписи 2001 года составляло 531 человек. Почтовый индекс — 75812. Телефонный код — 5530. Код КОАТУУ — 6523284404.

## Местный совет
75811, Херсонская обл., Каланчакский р-н, с. Приволье, переул. Школьный